# Dworzysk (gmina Sokółka)
Dworzysk – kolonia w Polsce położona w województwie podlaskim, w powiecie sokólskim, w gminie Sokółka. Przez miejscowość przepływa Sokołda, niewielka rzeka dorzecza Narwi, dopływ Supraśli.
W latach 1975–1998 miejscowość administracyjnie należała do województwa białostockiego.
Wymieniony w "Katalogu miejsc pamięci  powstania styczniowego w województwie podlaskim".
Wierni kościoła rzymskokatolickiego należą do parafii Matki Bożej Nieustającej Pomocy i św. Rocha w Lipinie.